# Куловская
Куловская — упразднённая деревня в Верховажском районе Вологодской области России.

## География
Урочище находится в северной части области, в подзоне средней тайги, в пределах южной части Важско-Кулойской низины, к востоку от реки Сивчуги, на расстоянии примерно 15 километров (по прямой) к востоку от села Верховажье, административного центра района.

### Климат
Климат характеризуется как умеренно континентальный. Среднегодовая температура воздуха — +1,8 °C. Абсолютный минимум температуры воздуха составляет −46 °C; абсолютный максимум — +37 °C. Безморозный период длится 110—115 дней. Среднегодовое количество атмосферных осадков составляет 637 мм. В течение года преобладают ветра юго-западного направления.

## История
В «Списке населенных мест Вологодской губернии по сведениям 1859 года» населённый пункт упомянут как удельная деревня Кулойская (Куловская) Вельского уезда, расположенная в 81 версте от уездного города. В деревне имелось 7 дворов и проживало 48 человек (23 мужчины и 25 женщин). В 1881 году входила в состав Кулойско-Покровской волости.
По данным 1914 года, в деревне имелось 11 хозяйств и проживало 47 человек (23 мужчины и 24 женщины).
В 1940 году входила в состав Сидоро-Слободского сельсовета Верховажского района. По состоянию на 1 января 1973 года в составе Верховажского сельсовета.
Упразднена в 1982 году.